# Turas (Irland)

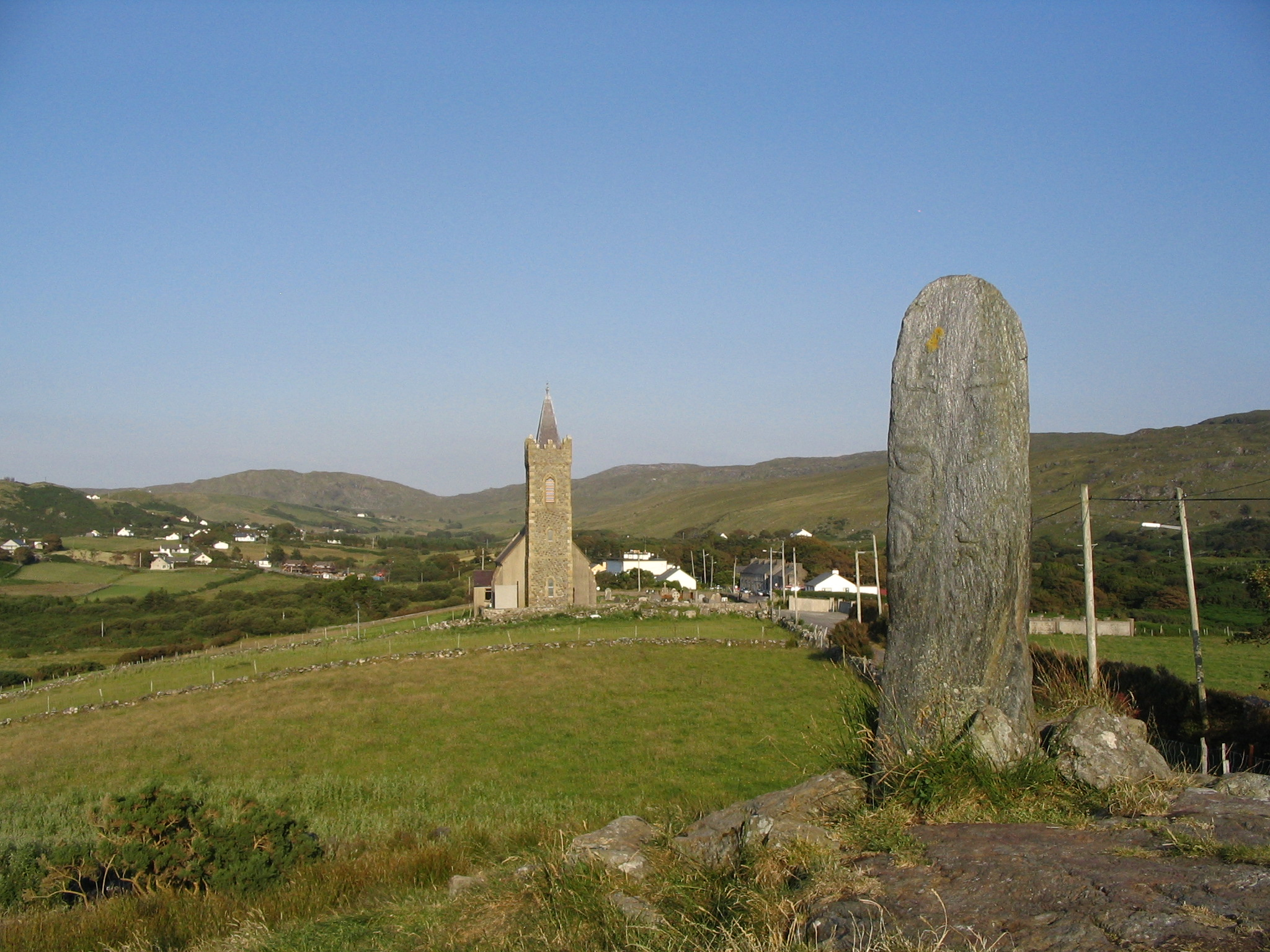
Station des Turas

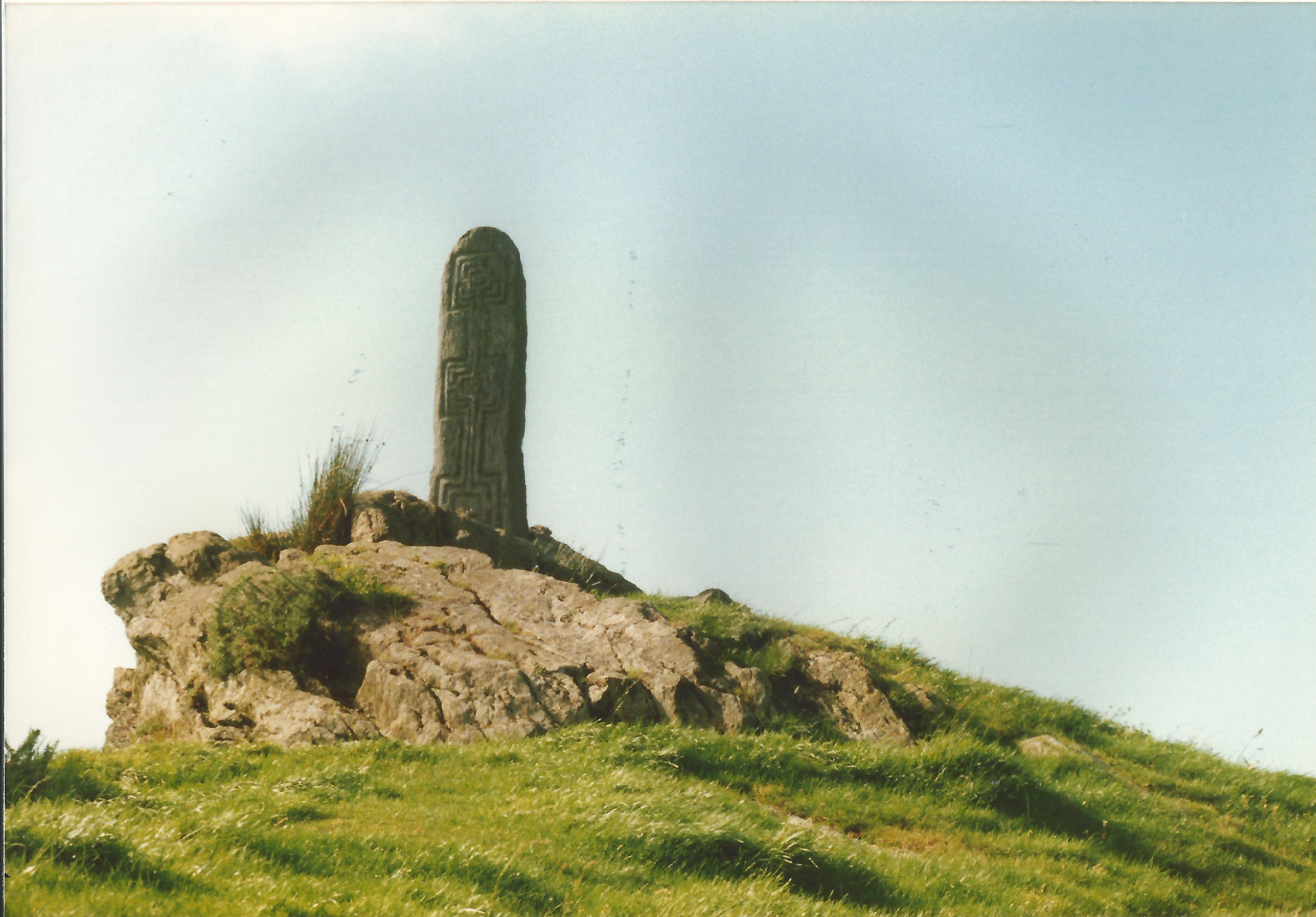
Station des Turas

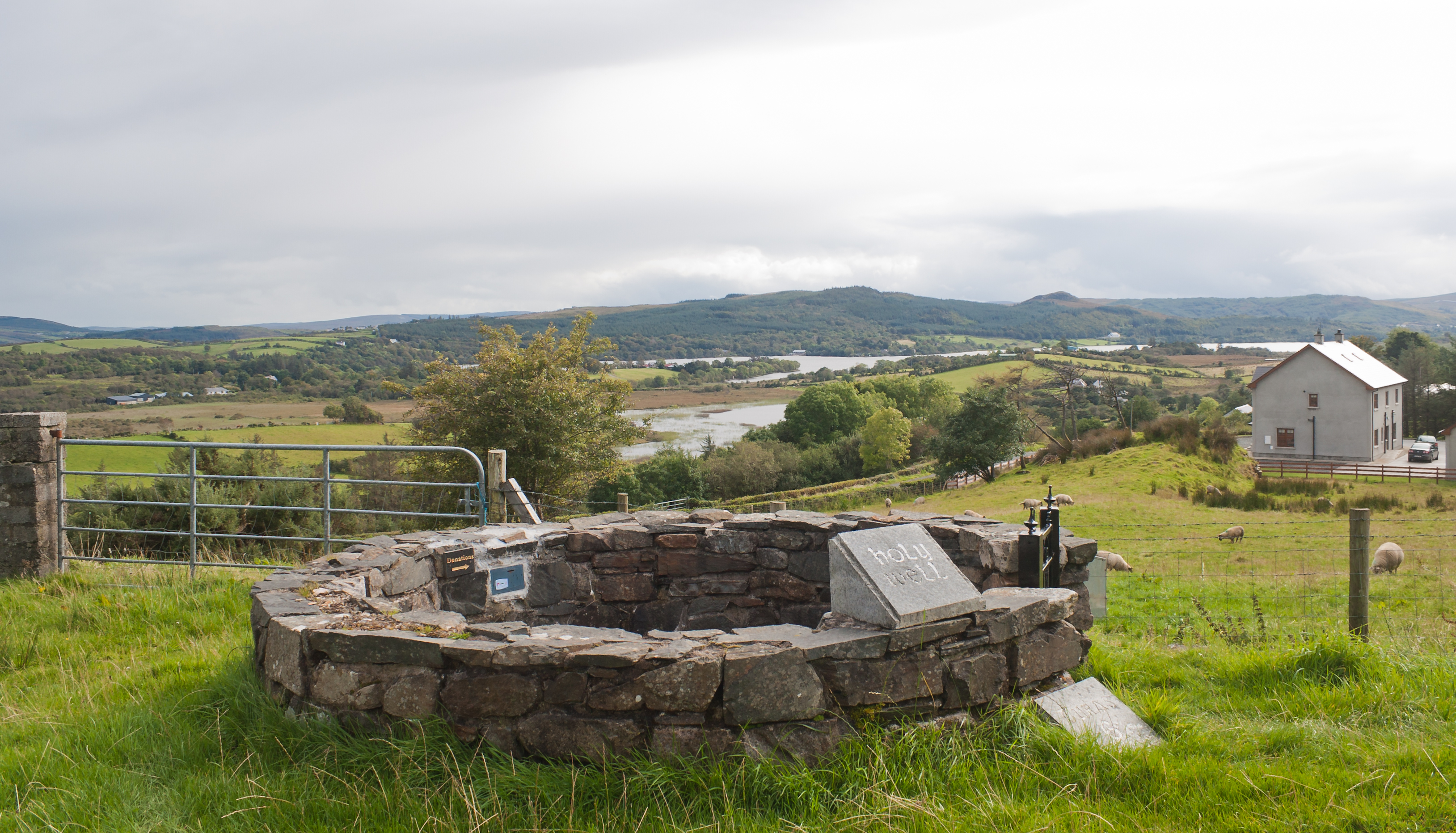
Holy Well

Turas ([ˈt̪ʊɾəs], irisch für „Reise“, Plural turais [ˈt̪ʊɾəʃ]) wird in Irland eine alljährliche Wallfahrt genannt. In Glencolumbkille (irisch: Gleann Cholm Cille) findet sie an jedem 9. Juni und am Croagh Patrick am letzten Samstag im Juli statt. 

## Umkreisungen
Der Pilger umkreist jede Station dreimal im Uhrzeigersinn (deiseal), kniet nieder, betet, und danach gibt er, indem er sich vom Stein abwendet, eine Erklärung ab, die den Verzicht auf die Welt, das Fleisch und den Teufel beinhaltet.
Das Dorf Glencolmcille im County Donegal und seine Umgebung ist berühmt für seinen etwa fünf Kilometer langen Turas am 9. Juni, dem Festtag des heiligen Columban. Er führt über 15 Stationen und dauert etwa drei Stunden. Historisch wurden die Turais um Mitternacht (in der Nacht zum 9. Juni) barfuß durchgeführt. 
Die Stationen bestehen aus Megalithanlagen, natürlichen Landschaftselementen, Kreuzen und Säulen. Die Stationen liegen an Grabhügeln und Court tombs oder an mit vielleicht heidnischen Symbolen bedeckten Cross-Slabs (auch Cross Pillar). Sie haben Namen wie: 
- Station 1: Tuama Cúirte na Sráide (das Straid Court Tomb)
- Station 2: Gallán Croise („die Kreuzsäule“)
- Station 3: Áit na nGlún („der Platz der Knie“), der Garvecross Cairn
- Station 4: Mullagh na Croise („der Hügel des Kreuzes“)
- Station 5: Cill oder Teampall Cholm Cille  („die Kirche Columcilles“)
- Station 6: Cathaoir Cholm Cille („der Thron Columcilles“)
- Station 7: Tobar Cholm Cille („die Quelle Columcilles“)
- Station 8: Garraí an Turais („der Garten des Turas“) oder Garraí Cholm Cille („der Garten Columcilles“)
- Station 9: Cloch an Aonaigh („der Stein der Versammlung“)
- Station 10: An Fhothair („der Abgrund“)
- Station 11: An Droim Rua („der rote Rücken“)
- Station 12: Baile na nDeamhan („das Heim der Dämonen“)
- Station 13: An Gaineamh („der Sand“)
- Station 14: An Caiseal (Cashel, Ringfort)
- Station 15: An tStraid (Straid, „die Straße“)